# Death From Above 1979
Death From Above 1979 — канадський рок-гурт, дует, що складається з Себастьяна Грейнджера (вокал, ударні) та Джесса Ф. Кілера (бас-гітара, бек-вокал, синтезатор) та виконує музику в стилях альтернативного року та денс-панку з елементами нойз-року за відсутності основного гітариста. Дует був заснований в Торонто в 2001 році під початковою назвою Death from Above і проіснував до 2006 року встигнувши до цього часу випустити: 1 студійний альбом, 3 міні-альбоми, 3 сингли і 1 збірку.
Гурт був дуже популярний серед нью-рейв діджеїв, ремікси на їхні пісні робили такі гурти як Justice, Erol Alkan, Alan Braxe та інші.
Незважаючи на те, що Себастьян і Джес зустрілися на концерті гурту Sonic Youth вони часто жартують, що познайомилися у в'язниці, на піратському кораблі або в гей-барі.
4 лютого 2011 на офіційному сайті гурту Себастьян Грейнджер заявив про возз'єднання гурту та якнайшвидших виступах на музичних фестивалях.

## Дискографія

### Студійні альбоми
- You're a Woman, I'm a Machine (2004)
- The Physical World (2014)
- Outrage! Is Now (2017)
- Is 4 Lovers (2021)

### Реміксові альбоми
- Romance Bloody Romance: Remixes & B-Sides (2005)

### Міні-альбоми
- Heads Up (2002)
- Romantic Rights EP (2004)
- Live Session (iTunes Exclusive) (2005)

### Сингли
- «Romantic Rights» (2004)
- «Blood on Our Hands» (2005)
- «Black History Month» (2005)